# 沃伊兹拉瓦-菲奥多拉 (梅克伦堡-什未林)
沃伊兹拉瓦-菲奥多拉·埃丽丝·玛丽·伊丽莎白（德語：Woizlawa-Feodore Elise Marie Elisabeth，1918年12月17日—2019年月3日），出生于罗斯托克。梅克伦堡-什未林女公爵，罗伊斯王妃。是梅克伦堡-什未林大公弗里德里希·弗朗茨二世的孙女；梅克伦堡-什未林公爵，波罗的联合公国公爵阿道夫·弗里德里希公爵与罗伊斯-施莱茨的维多利亚-菲奥多拉公主的独生女。
她的父亲在1918年被德皇威廉二世封为波罗的联合公国公爵，未及登上王位，这个傀儡政权即因德国战败灭亡。母亲在生下她的第二天就去世了。随着1918年德国十一月革命，德国贵族在1919年失去身份。沃伊兹拉瓦-菲奥多拉女公爵是荷兰前女王朱丽安娜、丹麦亚历山德琳王后（克里斯蒂安十世）、德意志末代皇储妃西塞拉的堂妹，俄罗斯皇位继承人基里尔大公的表妹。
1937年1月7日，沃伊兹拉瓦-菲奥多拉女公爵出席堂姐荷兰女王储朱莉安娜公主与利珀-比斯特菲尔德的贝恩哈德亲王的婚礼，并且还是伴娘之一。其余的伴娘是威廉明娜女王的表侄孙女萨克森-魏玛-艾森纳赫的索菲，沃伊兹拉瓦-菲奥多拉女公爵的表侄女俄罗斯的基拉女大公，沃伊兹拉瓦-菲奥多拉女公爵的堂侄女梅克伦堡-什未林的基拉女公爵，以及博恩哈德亲王的两个姐姐。                                      
1939年9月15日，与母亲的本家，也是堂姐朱莉安娜公主的表外甥和假定继承人之一来自罗伊斯-科斯特利茨的亨利一世亲王结婚，有五子一女：
- 费奥多拉·伊丽莎白·索菲（Feodora Elisabeth Sophie，1942年2月5日-）；
- 亨利八世（Heinrich VIII，1944年8月30日-）；
- 亨利九世（Heinrich IX，1947年6月30日-）；
- 亨利十世（Heinrich X，1948年7月28日-）；
- 亨利十三世（Heinrich XIII，1951年12月4日-）；
- 亨利十五世（Heinrich XV，1956年10月9日-）。

1982年3月10日，王妃的丈夫亨利一世亲王去世。
沃伊兹拉瓦-菲奥多拉王太妃是梅克伦堡-什未林家族仅存的三位成员之一，另两位是太妃的侄孙女多纳塔女公爵，埃德温娜女公爵。沃伊兹拉瓦-菲奥多拉王太妃还是英国国王乔治二世的直系后裔。